# NGC 1750
NGC 1750 é um aglomerado aberto na direção da constelação de Taurus. O objeto foi descoberto pelo astrônomo William Herschel em 1785, usando um telescópio refletor com abertura de 18,6 polegadas. 